# Vorrei (Lùnapop)
Vorrei è un singolo del gruppo musicale italiano Lùnapop, pubblicato nel 2001 come sesto estratto dall'album in studio ...Squérez?.

## Descrizione
É il primo brano composto da Cesare Cremonini, all'età di quindici anni. Dedicato all'allora fidanzata, Simona, Cremonini iniziò a scrivere il pezzo mentre soggiornava a Maratea, Basilicata, in cui il padre possedeva una villetta dove la famiglia si recava per le vacanze estive.
Il brano è stato utilizzato nel 2000 come musica per lo spot televisivo della compagnia telefonica TIM. Si tratta inoltre dell'ultimo singolo pubblicato dalla band prima del suo scioglimento.